# Martha Sleeper
Martha Sleeper (Lake Bluff, 24 giugno 1910 – Beaufort, 25 marzo 1983) è stata un'attrice statunitense.

## Biografia
Martha Sleeper esordì nel cinema a 13 anni, alla fine del 1923, come attrice bambina con la breve farsa The Mailman. L'anno seguente proseguì con una serie di cortometraggi per bambini al fianco di Buddy Messinger. Passata negli studi di Hal Roach, recitò una lunga serie di comiche, alcune delle quali con Charley Chase. Nel 1927 fu scelta tra le WAMPAS Baby Stars, ma la sua carriera non decollò. Fino al 1928 si ricordano le farse Jewish Prudence e Pass the Gravy, con il caratterista Max Davidson, Fluttering Hearts, con Charley Chase e Oliver Hardy nell'insolito ruolo del criminale, e Should Tall Men Marry? (1928), con Stan Laurel nei panni del cow-boy, film col quale terminò la collaborazione con la produzione Hal Roach.
Con la casa FBO recitò in sei film, l'ultimo dei quali The Voice of the Storm (1929), fu anche l'ultimo suo film muto. Nei successivi sette anni recitò con le maggiori case produttrici in una ventina di film in ruoli secondari, fatta eccezione per Sogni infranti (1933) con Randolph Scott, Tomorrow's Youth (1934) col piccolo Dickie Moore, il western West of the Pecos (1934) con Richard Dix, e Great God Gold (1935) di Arthur Lubin.
Nel 1936 sposò l'attore Hardie Albright, col quale si stabilì a New York. Qui recitò nei teatri di Broadway fino al 1947 e si diede agli affari, creando una linea di prodotti di bigiotteria che ebbe molto successo. Divorziata da Albright nel 1940, e risposatasi nel 1944, col secondo marito Harry Deutschbein si stabilì nel 1949 a San Juan di Puerto Rico, dove aprì una boutique di abiti da lei stessa disegnati. Anche questa sua seconda attività commerciale ebbe un buon successo.
Dopo un altro divorzio e un nuovo matrimonio nel 1969, Martha Sleeper si ritirò nella piantagione del terzo marito, Howard Stelling, a Beaufort, nel Sud Carolina, dove morì per un attacco cardiaco all'età di 73 anni, nel 1983.

## Riconoscimenti
- WAMPAS Baby Star nel 1927

## Filmografia
- The Mailman, regia di Emory Johnson (1923)

- The Racing Kid, regia di Albert Herman - cortometraggio (1924)
- Happy Days, regia di Albert Herman - cortometraggio (1924)
- Trailing Trouble, regia di Albert Herman - cortometraggio (1924)
- Please, Teacher!, regia di Albert Herman - cortometraggio (1924)
- Budding Youth, regia di Arvid E. Gillstrom - cortometraggio (1924)
- A Ten-Minute Egg, regia di Leo McCarey - cortometraggio (1924)
- Seeing Nellie Home, regia di Leo McCarey - cortometraggio (1924)
- Sweet Daddy, regia di Leo McCarey - cortometraggio (1924)
- Outdoor Pajamas, regia di Leo McCarey - cortometraggio (1924)
- Low Bridge, regia di Arvid E. Gillstrom - cortometraggio (1924)
- Should Landlords Live?, regia di Nicholas T. Barrows e James D. Davis - cortometraggio (1924)
- Too Many Mammas, regia di Leo McCarey - cortometraggio (1924)
- Every Man for Himself, regia di Robert F. McGowan - cortometraggio (1924)
- All Wet, regia di Leo McCarey - cortometraggio (1924) - non accreditata
- The Royal Razz, regia di Leo McCarey - cortometraggio (1924)
- The Rat's Knuckles, regia di Leo McCarey - cortometraggio (1925)
- Sailing Along, regia di Charles Lamont - cortometraggio (1925)
- Plain and Fancy Girls, regia di Leo McCarey - cortometraggio (1925)
- Bad Boy, regia di Leo McCarey - cortometraggio (1925)
- Are Husbands Human?, regia di Nicholas T. Barrows - cortometraggio (1925)
- Are Husbands Necessary?, regia di Nicholas T. Barrows - cortometraggio (1925)
- Big Red Riding Hood, regia di Leo McCarey - cortometraggio (1925)
- Wild Papa, regia di Nicholas T. Barrows e J. A. Howe - cortometraggio (1925) - non accreditata
- Sure-Mike!, regia di Fred Guiol - cortometraggio (1925)
- Sherlock Sleuth, regia di Ralph Ceder - cortometraggio (1925)
- Innocent Husbands, regia di Leo McCarey - cortometraggio (1925) - non accreditata
- Tame Men and Wild Women, regia di Marcel De Sano - cortometraggio (1925)
- There Goes the Bride, regia di James W. Horne - cortometraggio (1925)
- Better Movies, regia di Robert F. McGowan - cortometraggio (1925)
- Should Sailors Marry?, regia di Jess Robbins e non accreditato James Parrott - cortometraggio (1925)
- Laughing Ladies, regia di James W. Horne - cortometraggio (1925)
- Hold Everything, regia di Fred Guiol e Leo McCarey - cortometraggio (1925)
- A Punch in the Nose, regia di J. A. Howe - cortometraggio (1926)
- What's the World Coming To?, regia di Richard Wallace - cortometraggio (1926)
- Your Husband's Past, regia di Fred Guiol - cortometraggio (1926)
- Madame Mystery, regia di Richard Wallace e Stan Laurel - cortometraggio (1926)
- Ukulele Sheiks, regia di Fred Guiol - cortometraggio (1926)
- Baby Clothes, regia di Robert F. McGowan - cortometraggio (1926)
- Mum's the Word, regia non accreditata di Leo McCarey - cortometraggio (1926)
- Say It with Babies, regia di Fred Guiol - cortometraggio (1926)
- Don Key (Son of Burro), regia di Fred Guiol, James W. Horne e J. A. Howe - cortometraggio (1926)
- Long Fliv the King, regia di Leo McCarey - cortometraggio (1926)
- Never Too Old, regia di Richard Wallace - cortometraggio (1926)
- Thundering Fleas, regia di Robert F. McGowan - cortometraggio (1926)
- Along Came Auntie, regia di Fred Guiol e Richard Wallace - cortometraggio (1926)
- Merry Widower, regia di Sherwood MacDonald e Richard Wallace - cortometraggio (1926) - non accreditata
- La volpe della risata (Crazy Like a Fox), regia di Leo McCarey - cortometraggio (1926)
- Should Husbands Pay?, regia di F. Richard Jones e Stan Laurel - cortometraggio (1926)
- Bromo and Juliet, regia di Leo McCarey - cortometraggio (1926) - non accreditata
- Wise Guys Prefer Brunettes, regia di F. Richard Jones e Stan Laurel - cortometraggio (1926) - non accreditata
- The Honorable Mr. Buggs, regia di Fred Jackman - cortometraggio (1927)
- Jewish Prudence, regia di Leo McCarey - cortometraggio (1927)
- Fluttering Hearts, regia di James Parrott - cortometraggio (1927)
- Yale vs. Harvard, regia di Robert F. McGowan - cortometraggio (1927) - non accreditata
- The Way of All Pants, regia di Leo McCarey - cortometraggio (1927) - non accreditata
- Love 'em and Feed 'em, regia di Clyde Bruckman e Hal Roach - cortometraggio (1927)
- Fighting Fathers, regia di Fred Guiol e Leo McCarey - cortometraggio (1927)
- Pass the Gravy, regia di Fred Guiol - cortometraggio (1928)
- Should Tall Men Marry?, regia di Louis J. Gasnier - cortometraggio (1928)
- Skinner's Big Idea, regia di Lynn Shores (1928)
- The Little Yellow House, regia di James Leo Meehan (1928)
- Danger Street, regia di Ralph Ince (1928)
- Allegro autista (Taxi 13), regia di Marshall Neilan (1928)
- The Air Legion, regia di Bert Glennon (1929)
- The Voice of the Storm, regia di Lynn Shores (1929)
- Ragazze che sognano (Our Blushing Brides), regia di Harry Beaumont (1930)
- Madame Satan (Madam Satan), regia di Cecil B. DeMille (1930)
- War Nurse, regia di Edgar Selwyn (1930)
- Dieci soldi a danza (Ten Cents a Dance), regia di Lionel Barrymore (1931)
- Girls Demand Excitement, regia di Seymour Felix (1931)
- A Tailor Made Man, regia di Sam Wood (1931)
- Confessions of a Co-Ed, regia di David Burton e Dudley Murphy (1931)
- Huddle, regia di Sam Wood (1932)
- Rasputin e l'imperatrice (Rasputin and the Empress), regia di Richard Boleslavsky e non accreditato Charles Brabin (1932) - non accreditata
- Il figlio dell'amore (The Secret of Madame Blanche), regia di Charles Brabin (1933) - non accreditata
- Mary a mezzanotte (Midnight Mary), regia di William A. Wellman (1933)
- Il caso dell'avv. Durant (Penthouse), regia di W. S. Van Dyke (1933)
- Argento vivo (Bombshell), regia di Victor Fleming (1933) - non accreditata
- Sogni infranti (Broken Dreams), regia di Robert G. Vignola (1933)
- Argento vivo (Spitfire), regia di John Cromwell (1934)
- La grande festa (Hollywood Party), regia collettiva (1934) - non accreditata
- Tomorrow's Youth, regia di Charles Lamont (1934)
- West of the Pecos, regia di Phil Rosen (1934)
- Great God Gold, regia di Arthur Lubin (1935)
- The Scoundrel, regia di Ben Hecht e Charles MacArthur (1935)
- I due peccatori (Two Sinners), regia di Arthur Lubin (1935)
- Rhythm on the Range, regia di Norman Taurog (1936)
- Four Days Wonder, regia di Sidney Salkow (1936)
- Le campane di Santa Maria (The Bells of St. Mary's), regia di Leo McCarey (1945)

## Fonti
- (EN)  Necrologio del NYT